# オスティア

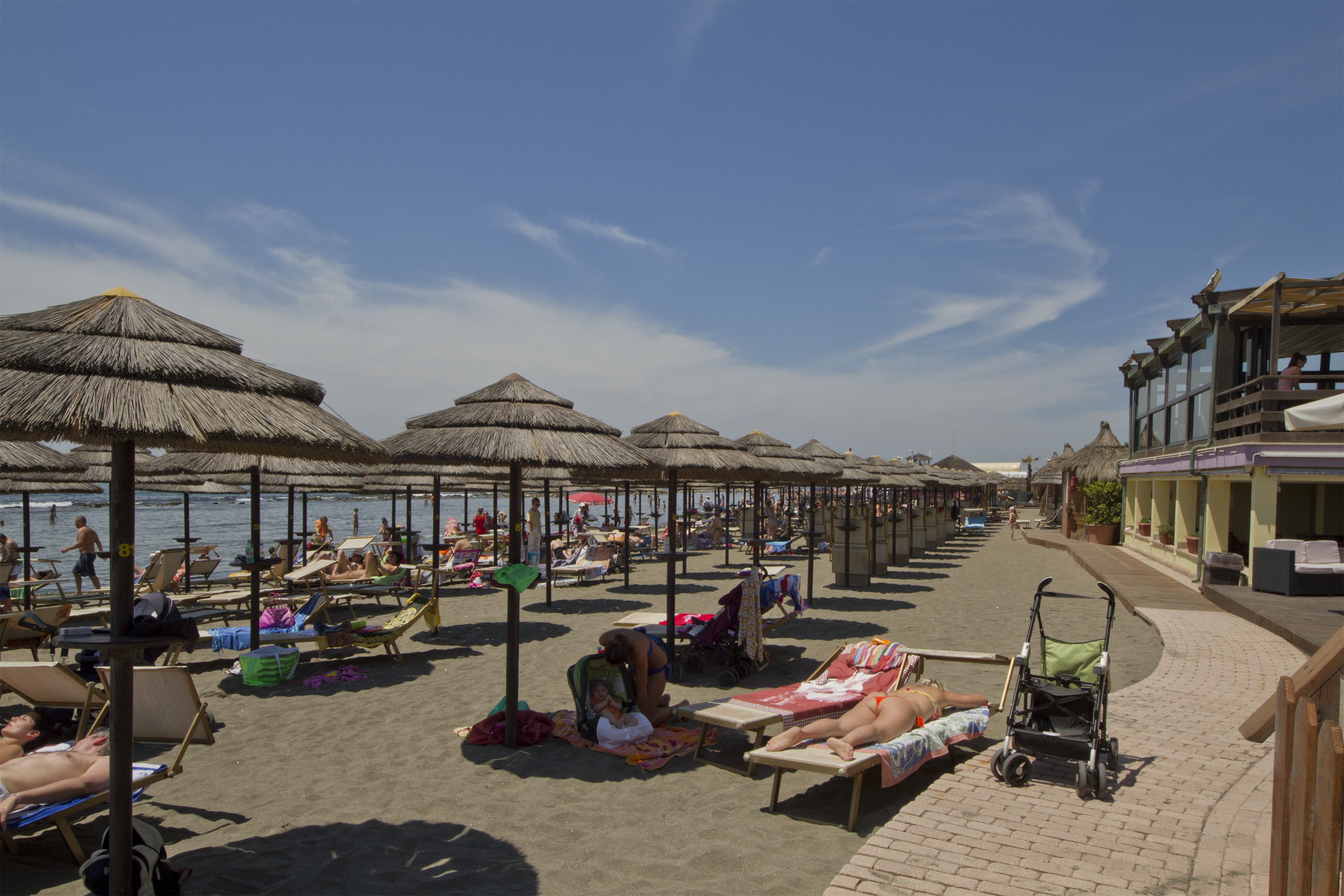
オスティアのビーチ

オスティア（Ostia）は、イタリア ラツィオ州 ローマの第10区（ムニチーピオ）にある町。リド・ディ・オスティア（Lido di Ostia）やリド・ディ・ローマ（Lido di Roma）と表記されることもある。テヴェレ川河口部のティレニア海沿いにあり、かつて古代ローマ時代に栄えた港町を起源とする。
ローマ市の分離集落（フラツィオーネ）であり、イタリア国内でヴェネツィアのメストレと同じく、その人口が多いことで有名である。夏場はローマ市民が大勢訪れるビーチとして賑わっており、人口は約85,000人である。

## オスティア・アンティカ
町の北部に古代ローマ遺跡のオスティア・アンティカがあり、多くの観光客が訪れている。このかつての海港都市遺跡は、テヴェレ川による土砂の堆積により海岸線から離れ内陸となり、現在では港町の面影はない。紀元1世紀にはクラウディウス帝がテヴェレ川の対岸にオスティア港を造営するなど、この地域はローマの外港として栄えていた。

## 交通機関
新市街の中心には近郊鉄道ローマ＝リード線のリド・チェントロ駅 (Lido di Ostia Centro）があり、ローマ市中心部の始発駅ローマ・ポルタ・サン・パオロからの所要時間は30分である。列車は平日昼間は4本/時間、日曜昼間は2本/時間の運行頻度であり、切符はローマ市内の地下鉄・近郊鉄道のものが通用する。
フィウミチーノ空港との間はCOTRAL社のバスが運行されていて、昼間は2本/時間の運行頻度である。